# Lamingerové z Albenreuthu
Lamingerové či Lamingenové z Albenreuthu (německy Lamminger von Albenreuth, též Lomaner, či Laminger) byl původně ministeriální šlechtický rod původem z Bavorska, kteří od 16. století měli v držení statky i v západních Čechách. Byli příbuzní s rodem Hertenbergů z Hartenbergu v Čechách (česky Hřebeny).
Patrně nejslavnějším členem rodu byl Volf Maxmilián Laminger z Albenreuthu zvaný Lomikar, jenž nechal popravit Jana Kozinu.

## Historie

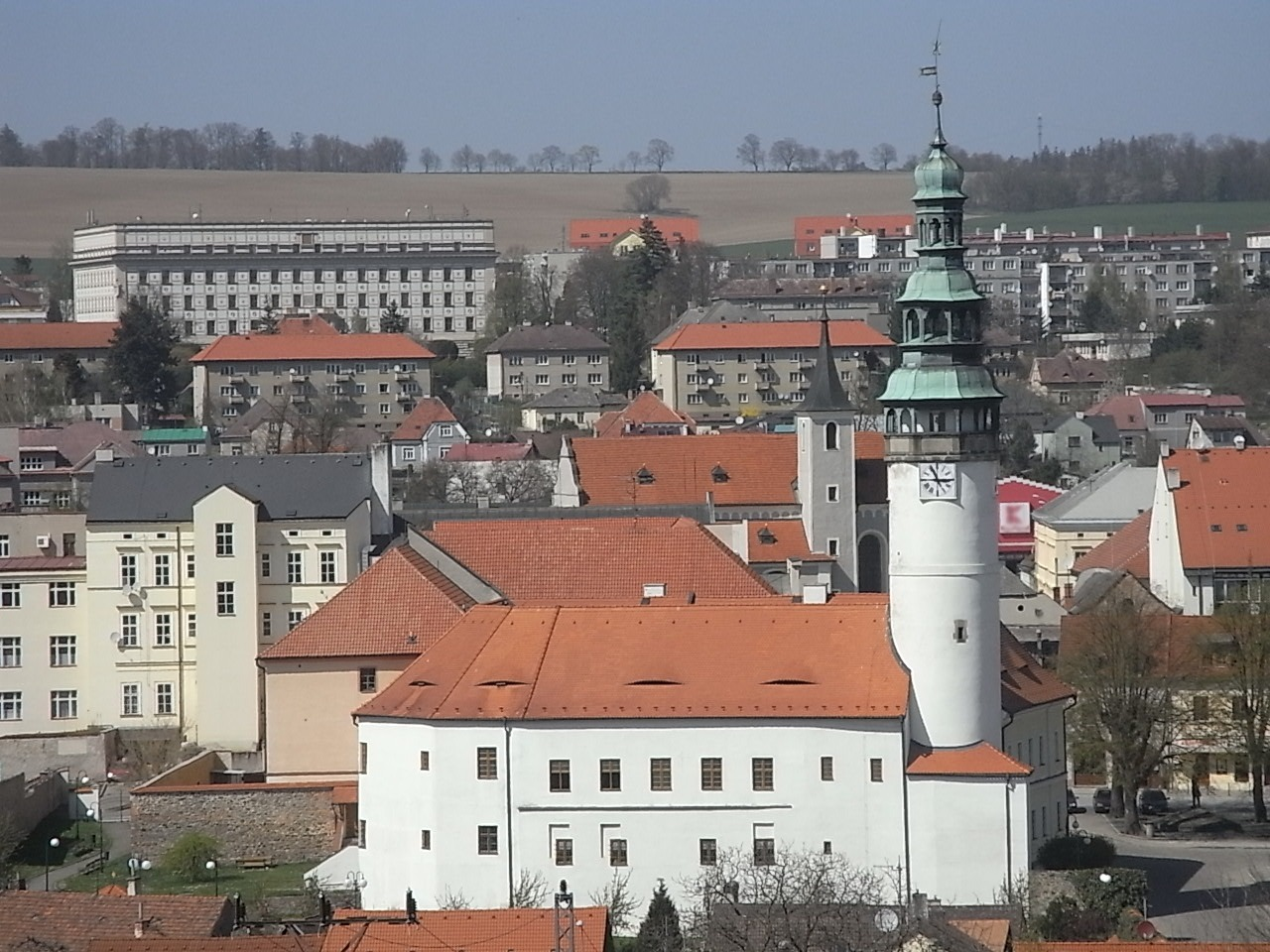
Chodský hrad v Domažlicích

Kolem roku 1534 získal Volf Laminger z Albenreuthu Chodový Újezd (dnes Újezd Svatého Kříže). Roku 1576 byl jako majitel zmiňován Kašpar Laminger z Albenreuthu. Na konci 16. století jej pak vlastnil Volf Jáchym. Jeho bratr Volf Jindřich sídlil na Ocelovském mlýně; roku 1601 zemřel a majetek zdědil jeho syn Volf Karel. Ten už roku 1597 vykoupil Újezd Svatého Kříže z manství. Roku 1602 pak přikoupil vesnice na Přimdsku. Po smrti Volfa Jáchyma byl majetek rozdělen mezi jeho syny Volfa Abrahama, Volfa Josefa, Volfa Bedřicha, Volfa Viléma a Volfa Jáchyma. Volf Abraham Laminger z Albenreuthu si za sídlo zvolil Nový Dvůr a roku 1612 k němu přikoupil část Běšin. Roku 1620 však tuto část prodal své manželce Evě z Běšin.
Roku 1611 Volf Vilém Laminger z Albenreuthu přikoupil Vrbici a na rozdíl od svých bratrů stál za stavovského povstání na straně císaře. Volf Bedřich Laminger z Albenreuthu zdědil Újezd Svatého Kříže a Volf Josef Laminger z Albenreuthu Bělou. Oba však po bitvě na Bílé hoře o majetky přišli a ty připadly Volfu Vilému. Ten také získal finance po Volfu Jáchymu Lamingerovi z Albenreuthu, který padl v roce 1631. V roce 1621 navíc Volf Vilém získal od Karla I. z Lichtenštejna v zástavu hrad v Domažlicích, který mu byl roku 1630 definitivně prodán. Roku 1627 k němu přikoupil Eisendorf. Dne 15. února 1623 byl povýšen do stavu svobodných pánů. Po jeho smrti majetek zdědili Volf Bedřich (kanovník v Řeznu), Volf Ferdinand (rytmistr) a Volf Maximilián.
Volf Maxmilián Laminger z Albenreuthu (* 1634) zvaný Lomikar po sporech o dědictví mezi svými bratry roku 1660 získal domažlický hrad, Újezd Svatého Kříže a Bělou nad Radbuzou. Roku 1671 hrad postoupil městu Domažlice a přesídlil na zámek v Trhanově. Roku 1676 zakoupil zadlužené statky Kouty a Záhořany. V roce 1693 došlo na Chodsku ke vzpouře Chodů, které vedl Jan Sladký, zvaný Kozina. Toto povstání bylo potlačeno a Kozina byl na Lamingenův příkaz popraven. Před svou smrtí měl údajně pronést slavnou větu směrem k Volfu Maxmiliánovi: 
| „ | Lomikare! Do roka a do dne ťa zvu na Boží súd! | “ |

Volf Maxmilián Laminger zemřel roku 1696 a majetek po něm zdědila jeho dcera Marie Anna Barbora, kterou měl s Kateřinou Popelovnou z Lobkovic. Jejím manželem byl hrabě Václav z Gutštejna. Marie Anna roku 1697 prodala Trhanov a Kouty. Její smrtí také vymřela česká větev Lamingerů z Albenreuthu.

## Významní členové
- Volf Vilém Laminger z Albenreuthu, říšský dvorní rada
- Volf Maximilián Laminger z Albenreuthu